# Île de la Fuie
L'île ou les îles de la Fuie est une île fluviale de la Charente, située sur la commune de Châteauneuf-sur-Charente.

## Description
Sous cette appellation sont en réalité répertoriées quatre îlots. Une passerelle en bois permet de se rendre dans le plus grand, au nord, et un chemin y a été aménagé pour le traverser. 

## Histoire
Au début du Moyen Âge, alors que la ville de Châteauneuf n’est qu'un village nommé Berdeville, un fortin primitif en bois est construit sur l'île de la Fuie qui portait alors le nom d'île Calais, qu'elle conservera jusqu'en 1915. 
L'île tient vraisemblablement son nom du pigeonnier du château qui devait s'y trouver. Il s'agissait alors d'un endroit stratégique car le château contrôlait la navigation et défendait le passage du seul pont de pierre existant alors sur la Charente, qui reliait Angoulême à Cognac.
Le fortin est détruit en 1081 pour laisser place à la solide forteresse bâtie sur les hauteurs dominant la Charente (d’où le nom de Châteauneuf). 
En février 2016, l'île de la Fuie est engloutie par des inondations.